# Phyllis Omido
Phyllis Omido (Condado de Vihiga, 1978) es una ambientalista keniata. 

## Biografía
Hija de Margaret y Alfred Omido.
Estudió en la Universidad de Nairobi. Es conocida por organizar protestas contra una planta de fundición de plomo situada en el medio de Owino Uhuru, un barrio pobre cerca de Mombasa. La planta estaba causando envenenamiento por plomo en el medioambiente matando a los residentes en particular los niños. Phylis es madre soltera y su propio hijo King David Jeramiah fue afectado. La planta fue cerrada.
Ella es la fundadora del Centro para la Justicia, Gobernanza y Acción Ambiental (CJGEA).
Fue galardonada con el Premios Goldman.

## Premios
- 2015, Premios Goldman.[5]
- 2020, 100 Mujeres de la BBC.[6]